# Ravenelia sessilis
Ravenelia sessilis är en svampart som beskrevs av Berk. 1875. Ravenelia sessilis ingår i släktet Ravenelia och familjen Raveneliaceae.   Inga underarter finns listade i Catalogue of Life.